# Hiberno-nórdico
El término hiberno-nórdico o nórdico-gaélico hace referencia a la población escandinava procedente de las incursiones vikingas que se asentaron en Irlanda, Escocia, Gales, Hébridas, Órcadas y Mann como parte del proceso de expansión y colonización durante la era vikinga y que duró unos 300 años (789-1100).
También llamados Gall-Ghàidheil, cuya traducción sería "gaels extranjeros" (o forasteros) y no era exclusivo para los extranjeros nórdicos sino que era un término genérico para los extranjeros en general, no un grupo étnico concreto. Este término sufrió muchas variaciones dependiendo del momento cronológico y diferencias geográficas en las lenguas goidélicas, por ejemplo Gall Gaidel, Gall Gaidhel, Gall Gaidheal, Gall Gaedil, Gall Gaedhil,  Gall Gaedhel, Gall Goidel, etc. El calificativo moderno en irlandés es Gall-Ghaeil, mientras que en escocés es Gall-Ghàidheil. No obstante, sí se diferenciaba la procedencia de los escandinavos, mientras que Fionnghaill (forasteros rubios) se refería a los colonos de ascendencia noruega, Dubhghaill (forasteros morenos) eran de ascendencia danesa.
Como pasaba allá donde se asentaban permanentemente los escandinavos, se produjo con el tiempo un sincretismo cultural y asimilación del idioma local como propio, proceso que se inició en el siglo IX. El caso de los normandos en Francia merovingia es el más conocido.

## Historia

### Irlanda

Situación territorial en Irlanda entre mediados del siglo y principios del, con los asentamientos vikingos.

El primer testimonio de la llegada de los nórdicos se inicia en 795 con el saqueo de la isla de Lambay. Otras incursiones siguen hasta 832, cuando comienzan las construcciones de fortalezas en sus asentamientos permanentes por todo el país. Las expediciones son constantes a lo largo del siglo X, pero también la resistencia de la población local. Nacen pequeños reinos, ciudades-Estado:
- Reino de Dublín
- Reino de Cork
- Reino de Limerick
- Reino de Waterford
- Reino de Wexford

Estos reinos tuvieron un rápido crecimiento entre 850 y 860 y se componían principalmente de irlandeses nativos que habían renunciado al cristianismo y abrazado las creencias de los vikingos y celtas compartiendo en un buen porcentaje parentesco con ellos, así como colonos nórdicos. La mezcla de razas, cultura, religión e intereses políticos les hizo prácticamente independientes y sin lazos de compromiso con nadie; los mestizos batallaban contra noruegos, irlandeses o fuerzas combinadas de ambos cuando creían oportuno. No sobrevivirían con las invasiones normandas del siglo XII, aunque las ciudades siguieron creciendo y prosperando. Los escandinavos sufrieron severas derrotas por parte de Máel Sechnaill mac Domnaill, y en 1014 Brian Boru acaba con la supremacía de los hombres del norte en la batalla de Clontarf, y fueron finalmente absorbidos en la vida religiosa y política de la isla.

### Escocia, Mann y las Islas
Los hiberno-nórdicos gaelizados dominaron el mar de Irlanda hasta la invasión normanda del siglo XII, fundando reinos y dinastías que perduraron durante generaciones como la isla de Man, islas Orcadas, islas Hébridas, islas Shetland, así como Argyll, Galloway, Caithness y Sutherland en el norte de Escocia y en algunos periodos el poder de los caudillos vikingos también se extendió a Jórvik en Inglaterra. En Escocia, el equivalente de los Gall Gaidhel irlandeses fueron llamados Gall-Gael (escoceses extranjeros).
De esta población mixta, proceden los famosos gallowglass (soldados extranjeros), un ejército mercenario que sirvió a la corona de Irlanda desde principios del siglo XIII hasta mediados del siglo XVI. Al finalizar su servicio, la mayoría se asentaron en territorio irlandés.

### Islandia y las Islas Feroe
Según se recoge en Landnámabók (libro de los asentamientos) hubo una presencia de papar en Islandia antes de la llegada de la colonización escandinava, más o menos confirmado por los comentarios de Dicuil. No obstante, a falta de registros arqueológicos es una conjetura amparada solo por escritos contemporáneos aunque es cierto que tanto Islandia como las islas Feroe tuvieron una importante presencia de hiberno-nórdicos, bien como colonos, esclavos, sirvientes o esposas. A esta población se la denominaba Vestmen (Gaels), un apelativo que se conserva en la ciudad feroesa de Vestmanna, y Vestmannaeyjar en Islandia donde se dice que llegaban los thralls (esclavos) irlandeses que escapaban de su cautiverio. Sin embargo, «Vestman» puede referirse solo a los colonos procedentes de las islas occidentales escandinavas.
En las sagas nórdicas aparecen varios personajes de origen gaélico, por ejemplo Njáll Þorgeirsson de la saga de Njál. Niall es un nombre propio de origen gaélico. Patreksfjörður en Islandia, tiene su origen en el nombre Padraig. Y varios emplazamientos tienen  nombres relacionados con los monjes hiberno-nórdicos papar, en Islandia y las islas Feroe.
Grímur Kamban, considerado el descubridor y primer colono de las islas Feroe, pudo ser de origen hiberno-nórdico. Según la saga Faereyinga el primer colono en sentarse en las Islas Feroe fue Kamban - Hann bygdi fyrstr Færeyar, que junto a sus seguidores obligó a los anacoretas (papar) al abandono de sus emplazamientos. El apodo Kamban tiene probablemente un origen gaélico y una interpretación es que se refiera a cierta malformación física, aunque también puede referirse a una condición atlética y valor como deportista. Es bastante probable que fuera un joven procedente de la Irlanda vikinga y según la tradición local su asentamiento estuvo en Funningur, Eysturoy.

## Herencia
Muchos nombres y apellidos actuales, especialmente en las islas occidentales y Man, tienen su origen en la colonia hiberno-nórdica:

### Apellidos
| Gaélico      | Forma anglicanizada                 | "Hijo de-"                 |
| ------------ | ----------------------------------- | -------------------------- |
| MacAsgaill   | MacAskill, MacCaskill               | Áskell                     |
| MacAmhlaibh  | MacAulay, MacAuliffe                | Óláf                       |
| MacCorcadail | McCorquodale, Corkill, McCorkindale | Thorkell                   |
| Cotter       | Cotter, MacCotter                   | Óttar                      |
| MacÌomhair   | MacIver, MacIvor                    | Ivar, Ingvar               |
| MacShitrig   | MacKitrick, McKittrick              | Sigtrygg                   |
| MacLeod      | MacLeod                             | Ljótr (literalmente "feo") |

### Nombres propios
| Gaélico                                                            | Forma anglicanizada                            | Equivalente nórdico  |
| ------------------------------------------------------------------ | ---------------------------------------------- | -------------------- |
| Amhlaibh (a veces se confunde con el gaélico Amhlaidh/Amhalghaidh) | Aulay (Olaf)                                   | Ólaf                 |
| Goraidh                                                            | Gorrie (Godfrey, Godfred), Orree (Isla de Man) | Godfrið              |
| Ìomhar                                                             | Ivor                                           | Ívar (Ingvar)        |
| Raghnall                                                           | Ranald (Ronald, Randall)                       | Rögnvald             |
| Somhairle                                                          | Sorley (a veces anglicanizado como "Samuel")   | Sumarliði (Somerled) |
| Tormod                                                             | A veces se ha anglicanizado como "Norman"      | Þormóðr              |
| Torcuil                                                            | Torquil                                        | Torkill, Þorketill   |